# Воггерзин
Воггерзин (нем. Woggersin) — община в Германии, в земле Мекленбург-Передняя Померания.
Входит в состав района Мекленбург-Штрелиц. Подчиняется управлению Неферин.  Население составляет 562 человека (на 31 декабря 2010 года). Занимает площадь 6,44 км².